# Graboplast Zrt.

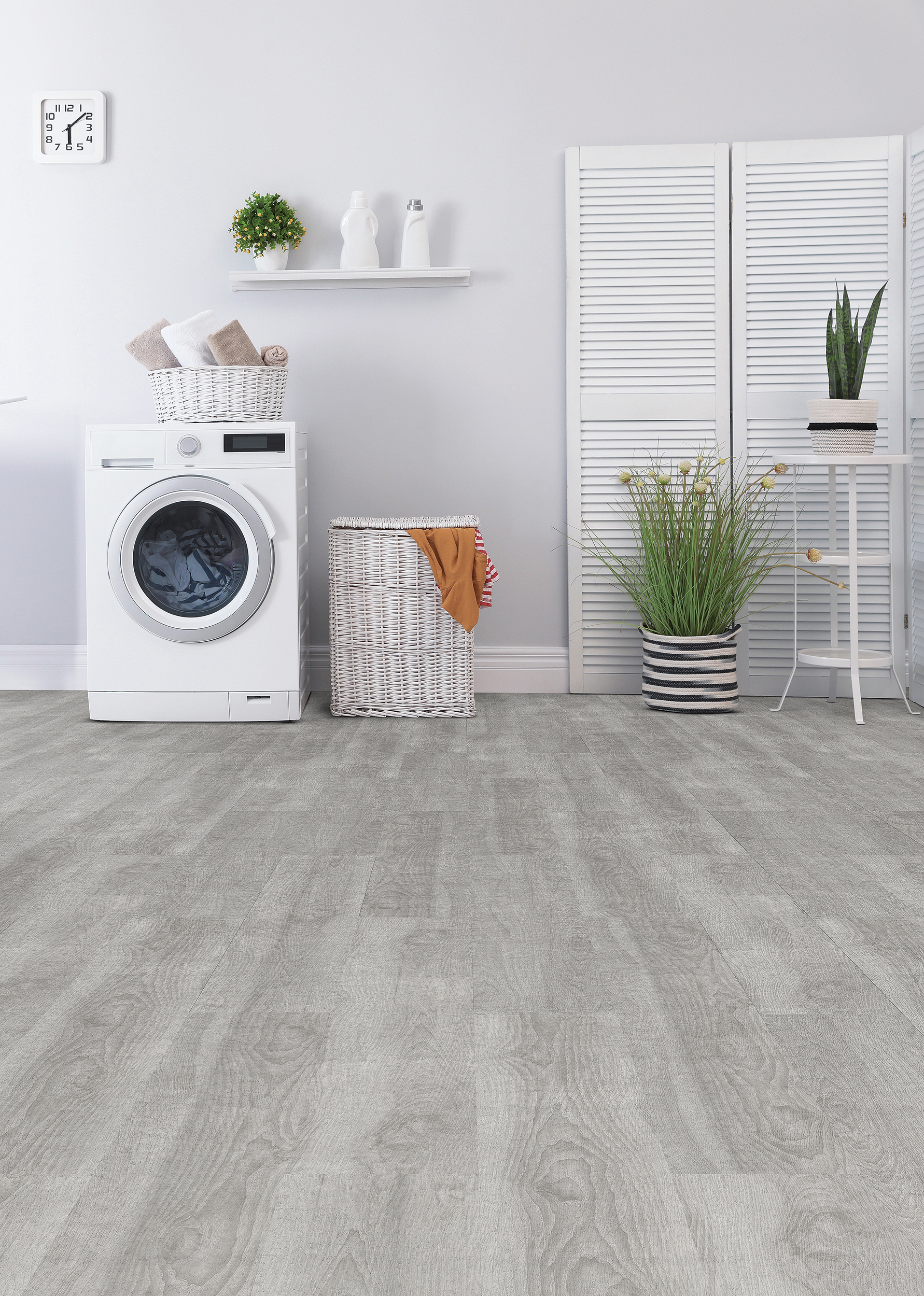
Grabo SPC padló

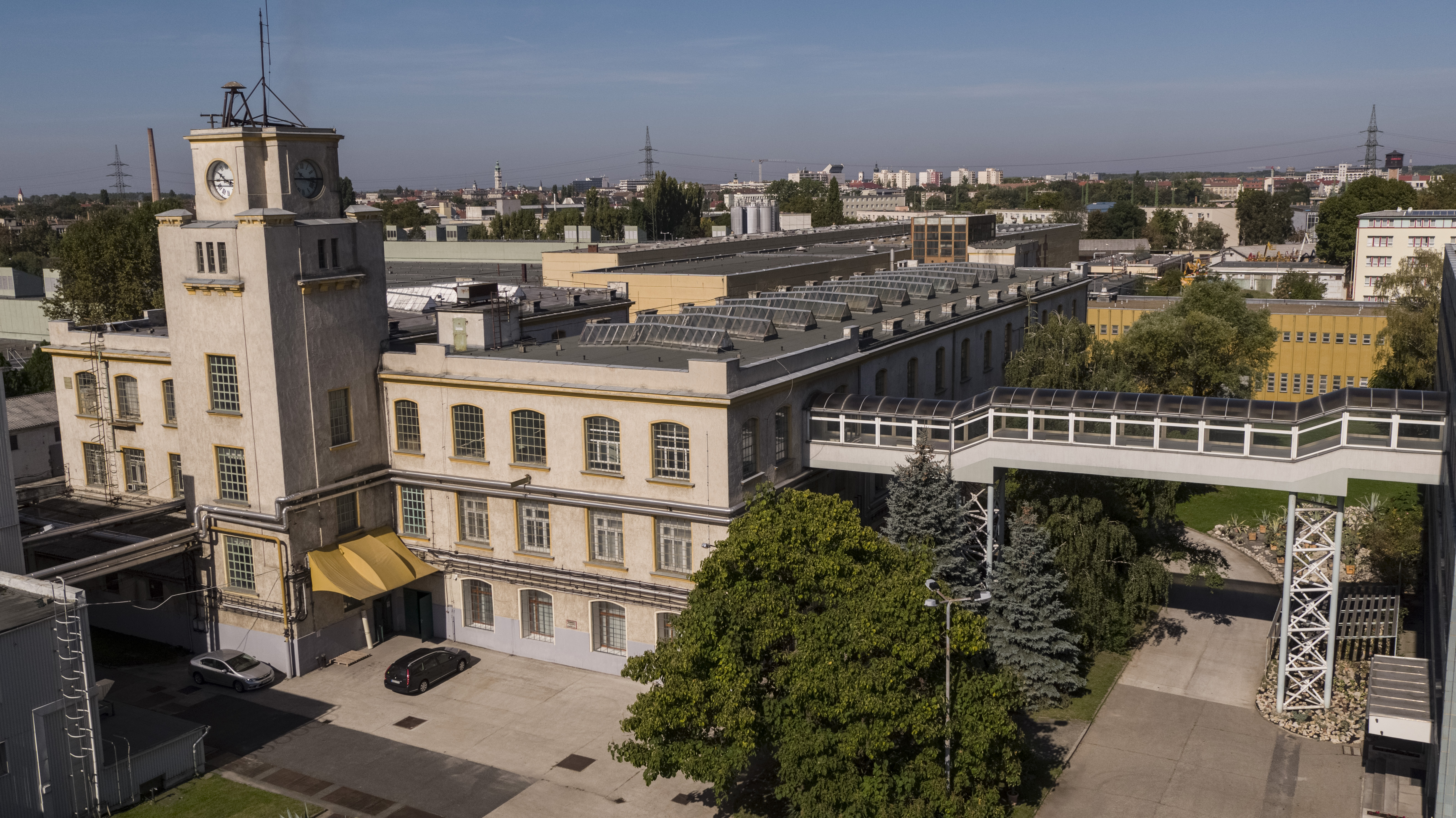
Graboplast Győr

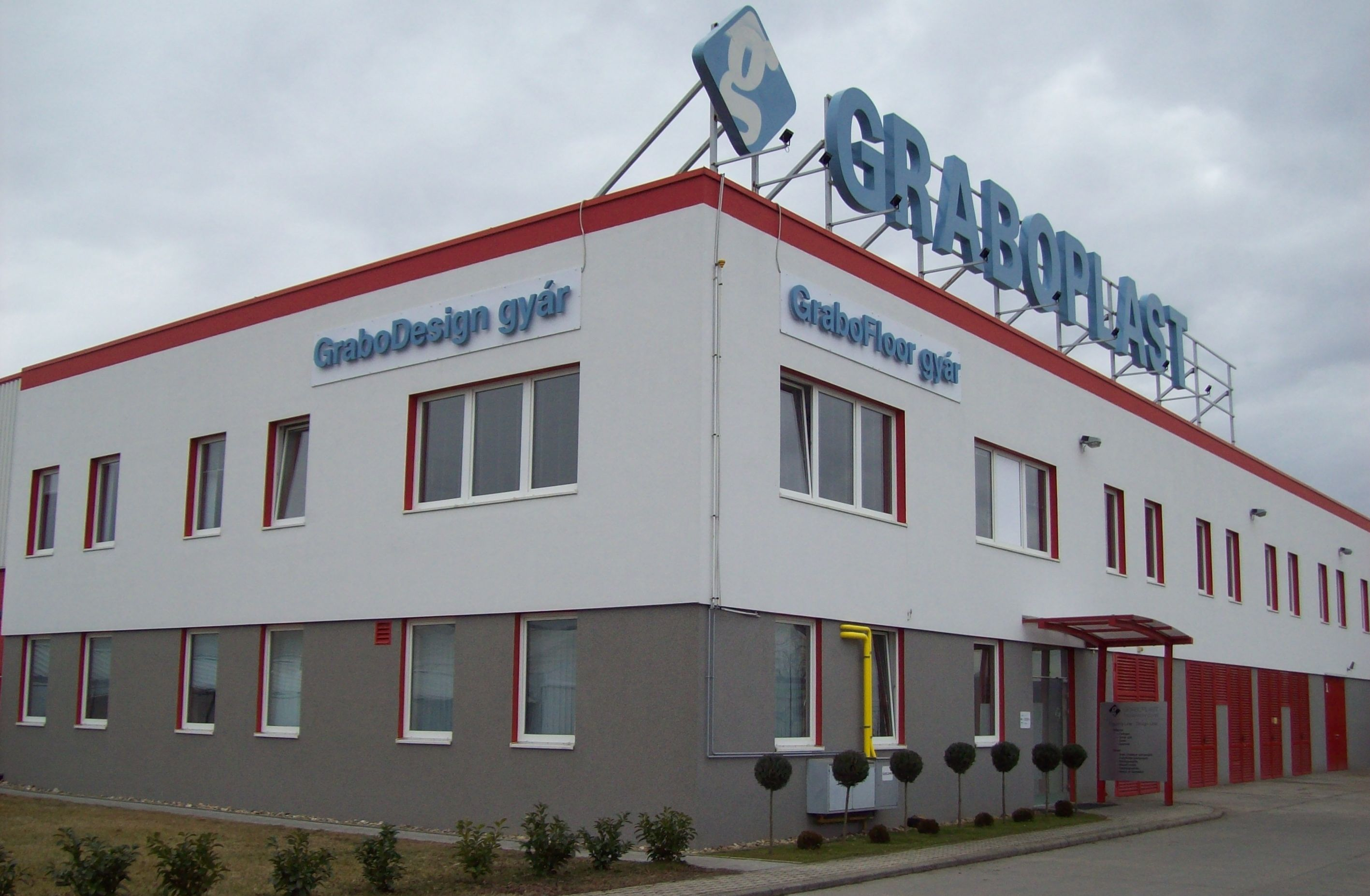
Graboplast tatabányai gyára

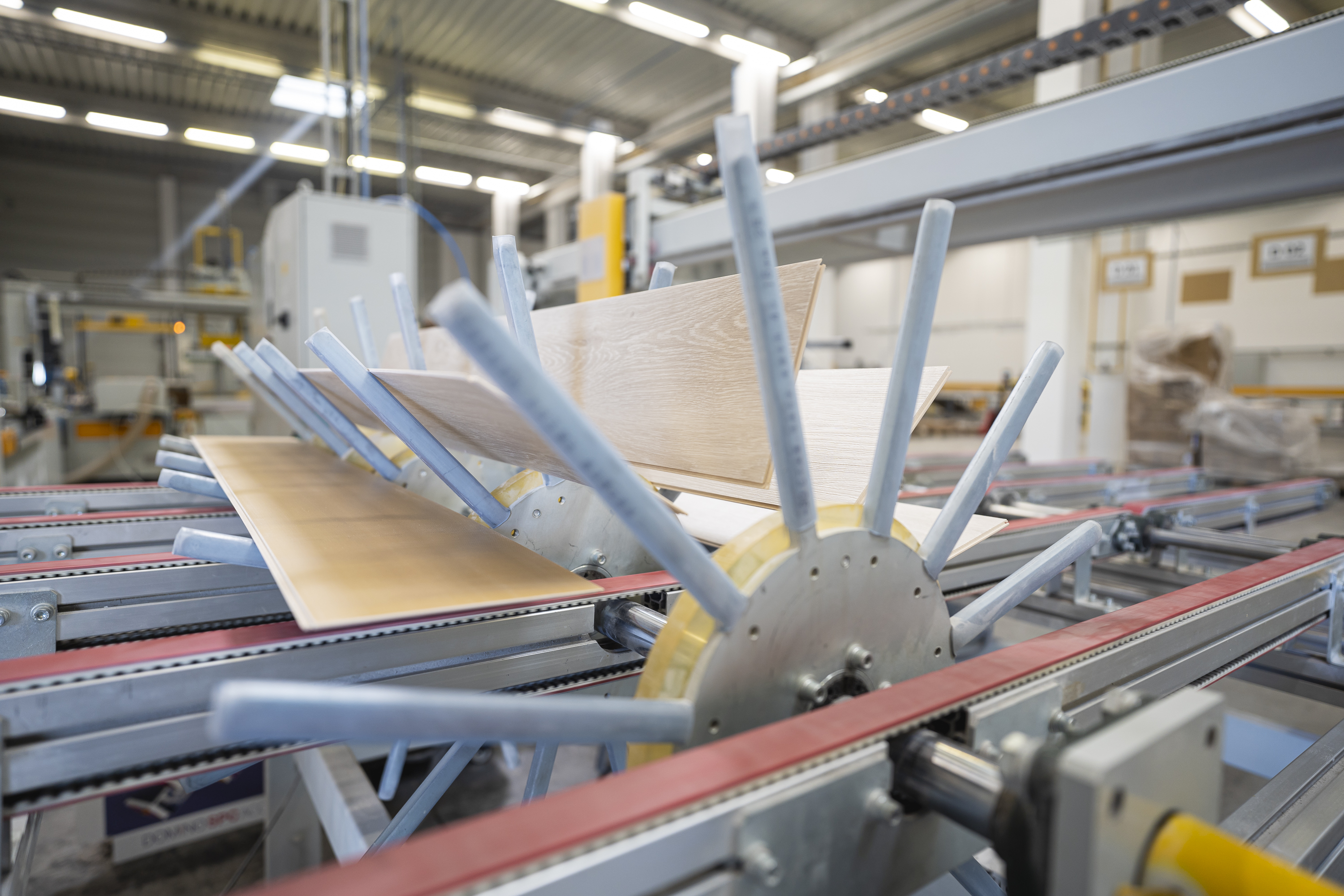
Graboplast SPC padlógyártás

A Graboplast Zrt. magyar tulajdonú padló- és parkettagyártó vállalat, melynek központja Győrben található. Beltéri padlóburkolatokat gyárt otthoni és közületi felhasználásra. Termékei a világ több mint 100 országában megtalálhatóak az egészségügy, az oktatás, a kereskedelem, a vendéglátás területén, vagy otthonokban, munkahelyeken, sporttermekeben, szórakozóhelyeken, kulturális intézményekben, buszokban és vonatokon.
A vállalat három telephelyen Győrben, Tatabányán és Kecskeméten összesen négy gyárral rendelkezik és bevételeinek több mint 90 százaléka származik az exportpiacokról.

## Gyártott termékek
- Speciális burkolatok[3]
  - közületi padlók és falburkolatok
  - sportpadlók és sportparketták
  - show padlók
  - járműipari padlók
- Burkolatok otthoni felhasználásra[4]
  - valódi faparketták
  - vinilpadlók tekercsben
  - vinilpadlók lapokban

## Története

### A gyár alapítása
A Graboplast Győri Pamutszövő-, és Műbőrgyár elődjét a Grab család alapította 1905-ben. Legfőbb termékük a viaszosvászon és linóleum volt.
A gyáralapítás Grab Emanuel és Hugo nevéhez kötődik.
1906-ban indult el a teljes termelés, 1908-ban már hároméves állami megrendelést hozott a számukra. A Magyar Államvasutak ugyanis Győrből rendelte meg a vasútkárpitok nagy többségét. Ez biztos piaci pozíciót teremtett a jövőhöz.

### A Grab-gyár
Az első világháború éveiben a Grab-gyár jelentős hadimegrendeléseket kapott. nagy mennyiségben gyártott sátorlapokat, vegyvédelmi- és esőköpenyeket.
A gazdasági világválság kikezdte a csehországi anyacéget, a vállalat fokozatosan kiürült. A gazdasági krízis nehezen elhárítható zavarokat okozott a társaság gazdálkodásában. A 30-as évek közepe tájától ismét fellendülőben volt a vállalat. Ekkor a két részvényes nagykereskedő Teltsch Arnold és Rudó István mentette meg a céget a felszámolástól.

### Tulajdonosváltás

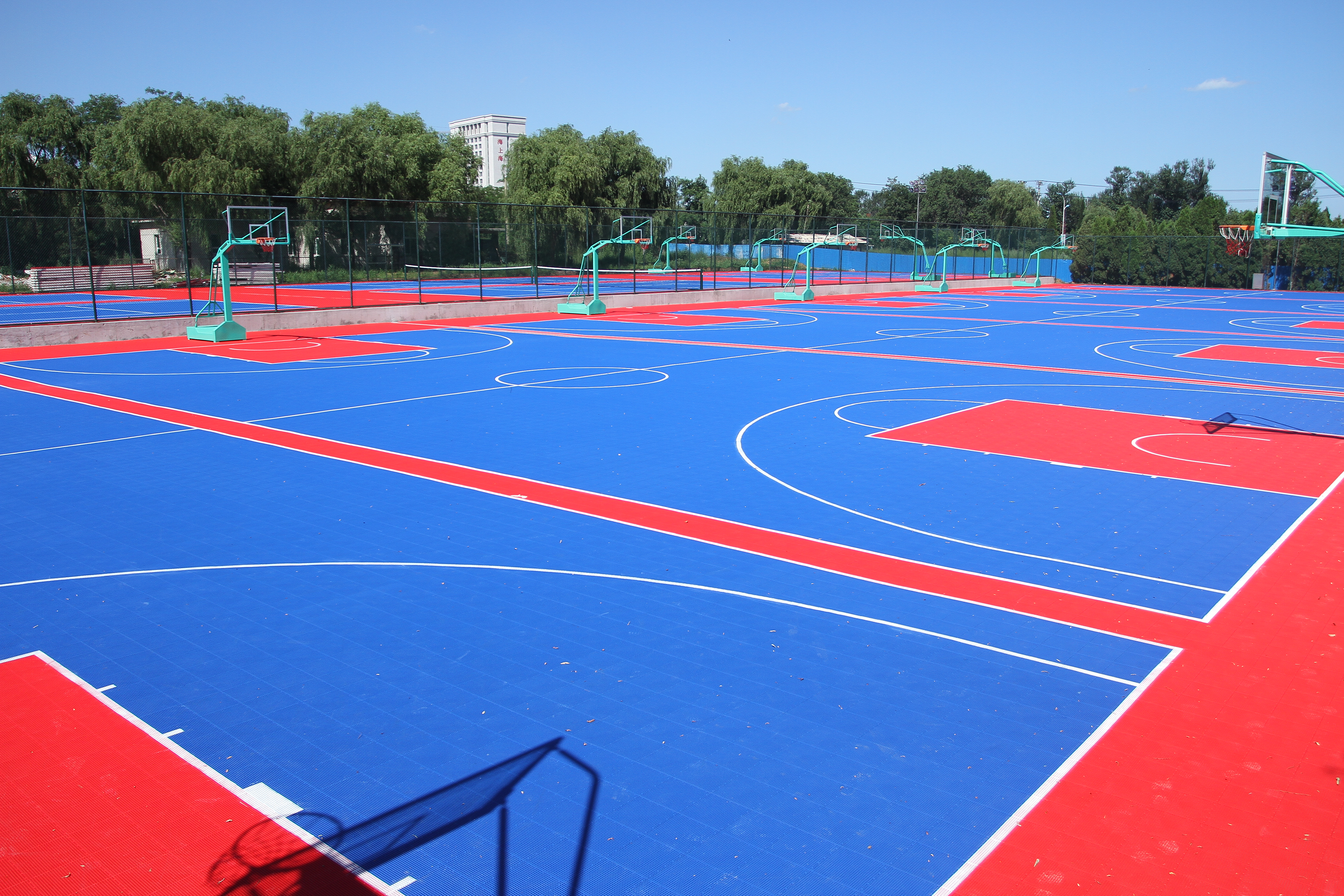
Grabo Energy kültéri felület

Az üzemeket 1938-tól fokozatosan haditermelésre állították át. 1939 szeptemberétől katonai parancsnok került a gyár élére. A második világháború éveiben különféle pamutárut és nitro-műbőröket állítottak elő. 1941 végén 500-nál több munkás gyártotta a molinót, a puplint, a zefírt, a flanel anyagokat a pamutszövő gyárban, s gyártotta a különféle műbőröket, cipőbéléseket, autókarosszériák lehúzható tetejéhez szükséges műbőröket, könyvkötő vásznakat a grabiol üzemekben.
1944. július 12-én a gyárat bombatámadás érte. Pótolhatatlan veszteség nem érte az üzemeket. 1945. és 1950 között Első Magyar Viaszosvászon és Műbőrgyár néven tevékenykedett a cég.
A Graboplast 50 százalékos tulajdonosa, a Magyar Leszámítoló Bank 1947-es államosítását követően az állam társtulajdonossá lett. A következő évben államosították a száznál több dolgozót foglalkoztató üzemeket. A Grab-gyárak bejárata fölött is megjelent a felirat: „Miénk a gyár!”.
1950 októberében az egykori Grab-gyárakat egyesítették, s a vállalat Győri Pamutszövő és Műbőrgyár nevet kapta. Az 1956-os forradalmat követően november végén néhány gépen megindult a termelés. A folyamatos működést az alapanyaghiány akadályozta.

### A műbőrgyártás
Jankovich Nándort nevezték ki a gyár igazgatójává 1957 áprilisában. Korszerű műbőrgyár létrehozásában gondolkodtak a gyár akkori irányítói.
Az első jelentős nagyberuházásra 1958-ban került sor. A Német Szövetségi Köztársaságból megérkezett egy 30 méter hosszú műbőrgyártó gépsor. Megindult a PVC-bázisú műbőrök előállítása, és 1961-ben a padlókárpit gyártást is megkezdték. A műbőr a hosszú távú vállalati stratégia fókuszába került.
A cég 1969-ben vette fel a Graboplast nevet és bejegyeztette a Graboplast márkanevet. Két éves fejlesztés keretében egyebek mellett új műbőr-, és kikészítő üzem létesült. 1968 végén megnyitotta első mintaboltját Győrött, majd Budapesten nyíltak üzleteik.

### Nagyberuházások
A ’70-es,’80-as években a Fiat után a Volkswagen és a Renault is a Graboplast vásárlópartnere lett. Emellett szállítottak a Fordnak, a Peugeot-nak. A Daciában, a Ladában, a Polski Fiatban, a Skodában Graboplast műbőrt használtak az utastér burkolására, az ülések borítására.
A szociális létesítmények fejlesztéséről a nehezedő gazdasági helyzet ellenére sem mondtak le. Ezer dolgozó étkeztetésére alkalmas üzemi éttermet építettek, harminclakásos vállalati társasházat, majd 500 személy befogadására alkalmas kultúrtermet adtak át.
1975-ben műszaki konfekcionáló részleggel bővült a vállalat. Ott készültek az iparban és a mezőgazdaságban egyaránt használatos felfújható raktársátrak.
A 80-as évek végére a cég ismét nehéz gazdasági helyzetbe került és az akkor 37 éves Jancsó Péter lett az új vezérighazgató.

### A piacközpontú cég
Jancsó Péter elindította a Graboplast átszervezését a piacgazdaság szabályai szerint. A Graboplast pénzügyi partnere, a Creditanstal Bankverien segítségével pénzügyi befektető felkutatását kezdeményezte vagyona 30 százalékára. A külföldi tulajdonrész miatt több éves adómentességhez is jutott a vállalat. A Graboplast irányítói nem akartak szakmai befektetőt, bíztak saját szakmai tudásukban, felhalmozott ismeretükben és tapasztalatukban, felkészültségükben. Az osztrák Czipin und Partner tanácsadó cég átvilágította a vállalatot, majd jelentős változtatásokra került sor. Mindenekelőtt a pénzügyi területet alakították át, de a szervezet egészét érintette az új struktúra megteremtése. Átszervezték a termelési területeket is. 1992 elejére a dolgozói létszám hétszáz fővel, ezerkettőszázra csökkent és termékstruktúrája is a piac igényeihez alkalmazkodott.

### Graboplast a Budapesti Értéktőzsdén
1993 végén az ÁVÜ döntést hozott arról, hogy a tulajdonában maradt 58 százaléknyi részvényt hazai és nemzetközi magán-és intézményi befektetők részére a Budapesti Értéktőzsdén keresztül értékesíti. A Graboplast 1994-ben az iparágban egyedülálló kutatási-fejlesztési bázissal rendelkezett. A vállalatfelvásárlás első lépéseként a társaság 1995-ben megszerezte a Soproni Szőnyeggyár 90 százalékos tulajdonát. A vállalatfelvásárlás következő lépése a győri finomtextíliákat gyártó Uniontext Kft. és a kesztölci tapétagyár, a Keszta-Dunawall Kft. többségi részesedésének megszerzése volt. 1996 elején a társaság bevezette a holding rendszerű irányítási formát. A holding dolgozta ki a társaságok hosszú távra szóló stratégiáit is.
1997 nyarán megalakult a tapétagyártást és forgalmazást végző önálló társaság, a Grabetta-Keszta Kft. és megvásárolta a Kecskeméti Parkettagyártó Kft. 90 százalékos tulajdoni hányadát. Grabofloor Kft. néven új padlógyártó társaságot alapítottak, és építettek Tatabányán egy új, 4 méteres padlógyártó üzemét.
A romániai Tordán vásárolt a cég egy új állapotú, két pályás tapétagyártó berendezést, és Grabetta-Torda Kft. néven megalapított egy hetven főt foglalkoztató vállalkozást.
2000 szeptemberében Kecskeméten elkészült az 1,5 milliárd forint értékű zöldmezős beruházás. 2001-ben a Budapesti Értéktőzsde nehézségei, a Graboplast értékpapíroknak sem kedveztek a társaság tulajdonosai úgy döntöttek, hogy kezdeményezik a Graboplast kivezetését a tőzsdéről.

## A Graboplast jelene
A Graboplast komoly átalakulásokat, válságokat ért meg. 2008-ban készült el az új győri keverőüzem, 2015-ben Tatabányán Design padlógyárat építettek, ahol homogén padlókat és új típusú LVT padlógyártás kezdődött.
2023. januártól Ivan László tölti be a Graboplast vezérigazgatói posztját. A szakember több mint tíz éves felsővezetői és jelentős nemzetközi tapasztalattal érkezett a vállalathoz.
2023 júniusában több mint 1 milliárd forintból épített SPC gyárat adott át a vállalat Tatabányán.

### A Graboplast rövid története
| 1905    | Grab Miksa és fiai megalapítják a gyárat bőrvászon, viaszosvászon és linóleumpadló gyártásra |
| 1923    | A Grab Textilipari Rt. megalapítása. |
| 1948-50 | Államosítás. Az egykori Grab-gyárak egyesítése, új név: Pamutszövő- és Műbőrgyár |
| 1959    | Első nagyberuházás, PVC habos műbőrgyártás megteremtése |
| 1961    | Padlókárpit-gyártás kezdete |
| 1969-72 | A Grabona márkanév bejegyeztetése. A Graboplast név felvétele Nagyberuházási program: új műbőrüzem, kikészítőüzem Új fejlesztési cél: a vliesgyártás                                                        |
| 1980    | Két korszerű magasraktár létesítése |
| 1988    | Társaságok alapítása, Grabo vállalatcsoport létrehozása |
| 1989    | Saját jogú külkereskedelem beindítása |
| 1990    | A Graboplast Textil- és Műbőrgyártó Részvénytársaság megalapítása, 30%-os nyugat-európai tőkével |
| 1991    | A Részvénytársaság egészének átszervezése, profit és költségcenterek kialakítása. 100% tulajdoni hányaddal leányvállalat létrehozása: Grabotext Kft.                                                        |
| 1994    | Bevezetés a tőzsdére |
| 1995    | Alaptőke-emelés, SOTEX Rt., UNIONTEXT Kft. felvásárlása |
| 1996    | GRABO Kft. megalapítása és a HOLDING tevékenység indítása Kesztölci tapétagyár akvizíciója Alaptőke-emelés                                                                                                  |
| 1997    | A Grabetta-Keszta Kft. megalapítása (Tapétagyártás Győrben és Kesztölcön). A Kecskeméti Parkettagyár akvizíciója. A Graboplast részvény bevezetése Luxemburgban. GDR-kereskedés beindítása. Alaptőke-emelés |
| 1998    | Grabofloor Kft. megalapítása (4 m széles CV padlógyártás Tatabányán). Pénzügyi veszteségek, orosz piaci változások                                                                                          |
| 1999    | Stabilizáció Új stratégia kidolgozása |
| 2000    | Zöldmezős parketta-gyártósor beruházás Kecskeméten Uniontext Kft. 74,9% tulajdonrészének eladása A Wallis Rt. 25,1%-os tulajdonrész szerzése a Graboplast Rt-ben                                            |
| 2001    | A Graboplast Zrt. kivonul a tőzsdéről, többségi tulajdonosa az ABC Befektetési Rt.-n keresztül a Wallis Rt.                                                                                                 |
| 2002    | A Grabo Kft.-be beolvad a tapétagyártással foglalkozó Grabetta-Keszta Kft. és a vlies gyártással foglalkozó Grabotext Kft.                                                                                  |
| 2004    | Kapacitásnövelő beruházás Tatabányán |
| 2005    | Kapacitásnövelő beruházás Kecskeméten 100 éves a Graboplast |
| 2006    | Cégcsoport összevonás: a leányvállalatok (Grabo Kft, Grabofloor Kft, Graboparkett Kft, Gif Kft) beolvadnak a Graboplast zRt                                                                                 |
| 2008    | Új keverőüzem létesítése |
| 2013    | Elkészült a tatabányai több mint 800 millió forint értékű hulladék-újrahasznosító beruházás |
| 2014    | Új arculatot kap a Graboplast |
| 2015    | A tatabányai Design padló gyár beruházás indítása |
| 2016    | PVC ömledék technológián alapuló termékek gyártása a Design padló gyárban. A kecskeméti parkettagyár bővítése                                                                                               |
| 2019    | A felületkezelési technológia korszerűsítése Győrben |
| 2021    | GrabIt 2021-25 stratégia indítása |
| 2022    | SPC gyártósor beruházás Tatabányán |

Forrás:

## Társadalmi felelősségvállalás
A Graboplast társadalmi gondoskodás programjában előnyt élveznek szűkebb környezetük szervezetei. Ennek keretében rendszeresen támogatja telephelyein (Győr, Tatabánya, Kecskemét) található oktatási és sport intézményeket.
Az eseti anyagi, vagy terméktámogatás mellett, a magasabb szintű, professzionális képzéssel foglalkozó, szűkebb környezetünkben található intézmények számára rendszeres támogatást nyújt (pl. Universitas Győr Alapítvány).
A szabadidős és sport rendezvények alkalmi támogatása mellett szponzorációt vállal az élsportban is. Büszkék vagyunk a Graboplast Győri Vízisport Egyesületben sportolók nemzetközi szinten is kiváló eredményeire, Olimpiai, Világ és Európa bajnoki sikereire.

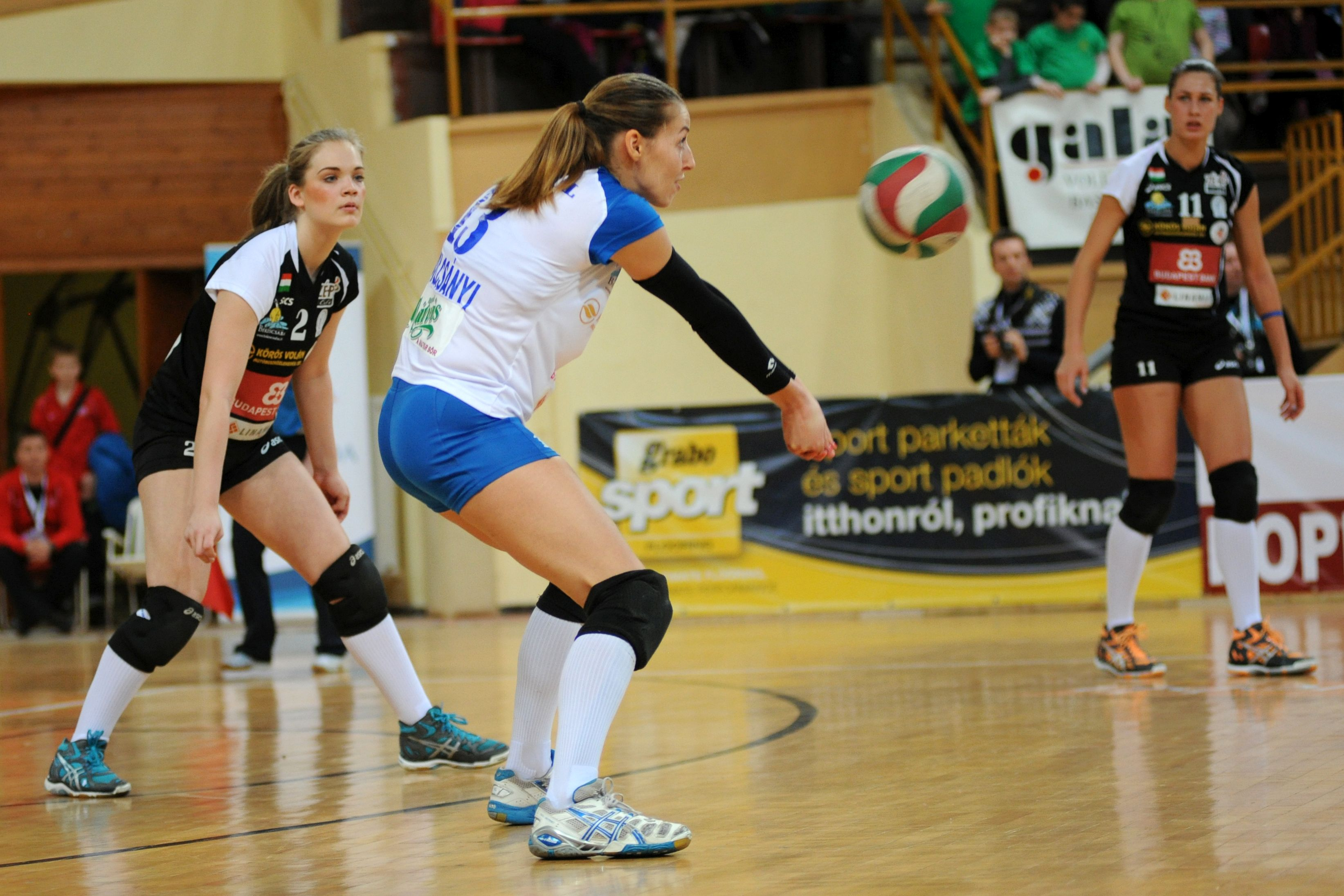
Graboplast sport padló

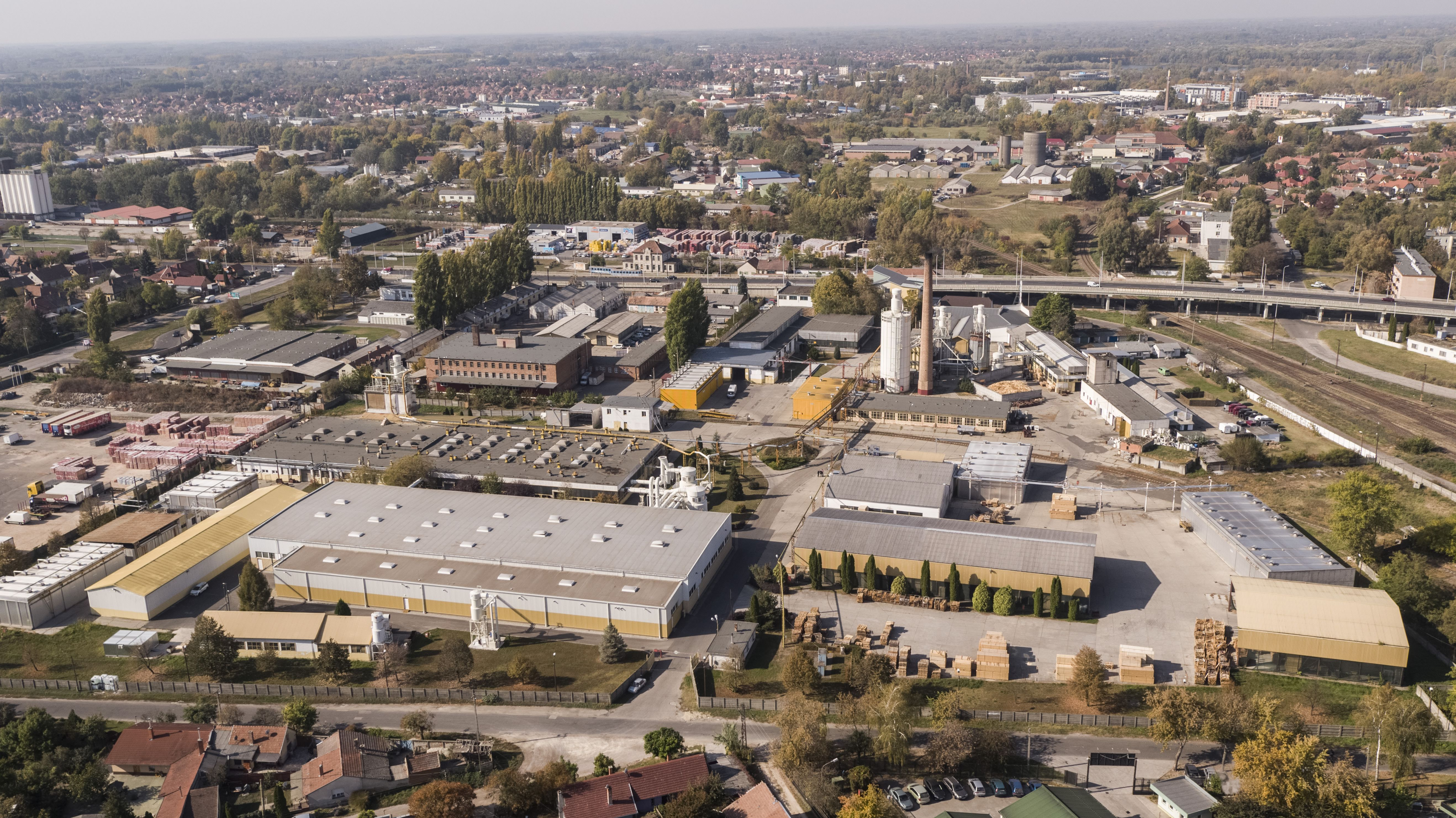
Kecskeméti gyár – légifotó

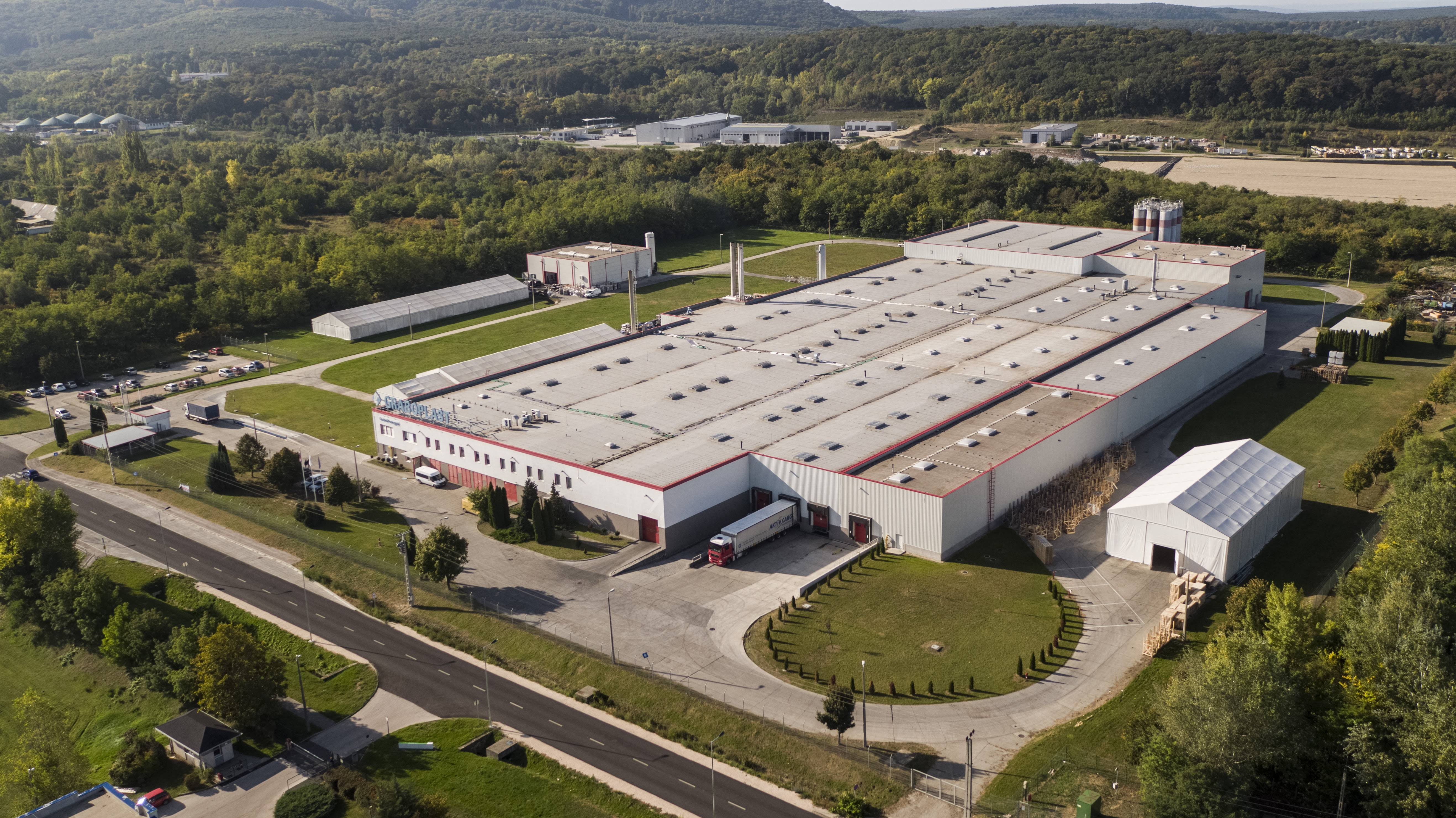
Graboplast tatabányai gyár – légifotó